# Calle ilusión
Calle ilusión es el nombre del cuarto álbum de estudio del cantautor español Álex Ubago, Fue lanzado al mercado por el sello discográfico WEA Latina el 24 de marzo de 2009.
Su grabación tuvo lugar en los estudios Mondomix de Buenos Aires, Argentina, en la segunda mitad de 2008. Ubago contó con la participación del productor musical argentino Cachorro López, junto al que estuvo trabajando durante dos meses y medio en el álbum.
El lunes 26 de octubre de 2009 se puso a la venta una reedición del álbum con tres nuevas canciones: una versión de «Amarrado a ti» cantada a dúo con Sharon Corr del grupo musical irlandés The Corrs, una versión del tema «Me cuesta tanto olvidarte» del grupo español Mecano, y una versión de «Siempre en mi mente» del cantautor mexicano Juan Gabriel.

## Lista de canciones
| N.º | Título                                        | Escritor(es)                                 | Duración |  |
| 1.  | «Amarrado a ti»                               | Álex Ubago · Cachorro López · José Domínguez | 3:45     |  |
| 2.  | «Me arrepiento»                               | Álex Ubago · Ale Sergi                       | 3:33     |  |
| 3.  | «Amsterdam»                                   | Álex Ubago · Sebastián Schon                 | 3:26     |  |
| 4.  | «20 horas de nada»                            | Álex Ubago · José Domínguez                  | 3:36     |  |
| 5.  | «Calle ilusión»                               | Álex Ubago                                   | 3:10     |  |
| 6.  | «Ciudad desierta»                             | Álex Ubago · José Domínguez · Mikel Erentxun | 3:05     |  |
| 7.  | «No estás sola»                               | Álex Ubago · Luis Gómez-Escolar              | 4:32     |  |
| 8.  | «Demasiado amor»                              | Cachorro López · Sebastián Schon             | 3:25     |  |
| 9.  | «Mil horas» (Cover de Los Abuelos de la Nada) | Andrés Calamaro                              | 2:51     |  |
| 10. | «Cerca de mí»                                 | Álex Ubago · Ale Sergi                       | 3:36     |  |
| 11. | «Como si fuera el último»                     | Álex Ubago · Cachorro López · José Domínguez | 3:33     |  |
| 12. | «Walking Away» (con Craig David)              | Craig David · Mark Hill                      | 3:38     |  |

| Reedición |                                                                |                                              |          |  |
| N.º       | Título                                                         | Escritor(es)                                 | Duración |  |
| 13.       | «Amarrado a ti» (con Sharon Corr)                              | Álex Ubago · Cachorro López · José Domínguez | 3:42     |  |
| 14.       | «Me cuesta tanto olvidarte» (Cover de Mecano - Sólo en España) | José María Cano                              | 2:28     |  |

## Sencillos
- Me arrepiento (escrito por Ale Sergi) (2009)
- Mil horas (versión de Los Abuelos de la Nada)
- Amarrado a ti (con Sharon Corr) (2010)

## Personal
- Álex Ubago – Vocals, Guitarra Acústica, arreglos
- Cachorro López – Productor, arreglos, dirección, bajo, sintetizador
- Sebastián Schon – Coproductor, Ingeniero de grabación, arreglos, Piano eléctrico, teclados, Órgano Hammond
- Demián Nava – Ingeniero de grabación, teclados, programación
- Cesar Sogbe – Ingeniero de mezcla
- Craig David – Artista invitado
- Steve Fitzmaurice – Ingeniero de mezcla en "Walking Away"
- Bori Alarcón – Ingeniero de mezcla vocal en "Walking Away"
- Mark Hill – Productor en "Walking Away"
- José Blanco – Ingeniero de masterización
- La Máquina de Huesos, Rubén Martín – Fotografías
- Jose Puga – Diseño gráfico
- Juan Ábalos – Guitarra acústica, guitarra eléctrica
- Juanchi Baleirón – Guitarra
- Silvio Furmansky – Guitarra
- Dany Ávila – Batería
- Patricio Villarejo – Cello
- Flor Ciarlo – Coros
- Sharon Corr – Artista invitada